# Paro lufthavn
Paro lufthavn (Dzongkha: སྤ་རོ་གནམ་ཐང༌ paro kanam thang) (IATA: PBH, ICAO: VQPR) er en af de fire lufthavne i Bhutan. Med omgivende toppe så høje som 5500 meter anses lufthavnen for at være en af verdens mest udfordrende lufthavne, og kun et udvalg af piloter er certificeret til land i lufthavnen.
| Flyselskab      | Destinationer |
| --------------- | --- |
| Bhutan Airlines | Bangkok–Suvarnabhumi, Delhi, Jakar (suspenderet), Kathmandu, Kolkata, Trashigang (suspenderet) I speciel sæson: Gaya                           |
| Buddha Air      | Charter: Kathmandu |
| Druk Air        | Bagdogra, Bangkok–Suvarnabhumi, Delhi, Dhaka, Gelephu, Guwahati, Jakar, Kathmandu, Kolkata, Mumbai (sæson), Singapore, Trashigang(suspenderet) |

27°24′32″N 89°25′14″Ø / 27.4088°N 89.4206°Ø